# New Scotland
New Scotland város az USA New York államában, Albany megyében. Lakosainak száma 9096 fő (2020. április 1.).

## Népesség
A település népességének változása:

| 2010 | 8 648 |
| 2020 | 9 096 |